# Seguro obligatorio de accidentes personales
El seguro obligatorio de accidentes personales (SOAP) es un seguro necesario para la circulación de los vehículos motorizados y para la obtención del permiso de circulación en Chile, cuya cobertura es idéntica para todas las empresas que lo comercializan ya que está regulada por la ley N° 18.490 del año 1986.

## Cobertura del Seguro
El seguro cubre los riesgos de muerte y las lesiones físicas que sean consecuencia directa de accidentes sufridos por personas, en los que esté involucrado el vehículo asegurado. Específicamente los gastos médicos, que comprenden: Atención prehospitalaria, transporte sanitario (traslado desde el lugar del accidente hacia el centro hospitalario más cercano), hospitalización, atención médica, quirúrgica, dental, prótesis, implantes, los gastos farmacéuticos y de rehabilitación de las víctimas.
Protege al conductor del vehículo, a sus ocupantes y a quienes resulten heridos por efecto del accidente. Quedan excluidos de la cobertura del SOAP los siguientes casos de muerte o lesiones corporales:
- Accidentes causados en carreras de automóviles y otras competencias de vehículos motorizados.
- Accidentes ocurridos fuera del territorio nacional.
- Accidentes ocurridos como consecuencia de guerra, sismos, y otros casos fortuitos enteramente extraños a la circulación del vehículo.
- Suicidio y todo tipo de lesiones auto inferidas

Para saber si un vehículo tiene contratado el SOAP, se puede solicitar un Certificado de Anotaciones del vehículo en el Registro Nacional de Vehículos Motorizados del Registro Civil e Identificación o consultar en la Dirección de Tránsito de la Municipalidad que otorgó el permiso de circulación del vehículo respectivo.

## Montos de cobertura
- En caso de muerte: 300 unidades de fomento (UF)
- Por incapacidad permanente total (produce al accidentado la pérdida de, a lo menos, dos tercios de su capacidad de trabajo): 300 UF
- Por incapacidad permanente parcial (produce al accidentado una pérdida igual o superior a 30%): 200 UF
- Por gastos médicos y de hospitalización: 300 UF

Los límites de cobertura para días cama, gastos farmacéuticos y atención dental se reembolsarán de acuerdo a su valor promedio de mercado de los respectivos medicamentos o prestaciones.
Las incapacidades temporales de cualquiera especie no darán derecho a otra indemnización.

## Requisitos
En caso de un accidente de tránsito es necesario:
- Dejar constancia en la unidad policial más cercana al lugar del accidente, indicando las placas patentes de los vehículos afectados.
- Individualizar de la forma más completa posible a las personas que resulten lesionadas en el accidente.
- Solicitar a Carabineros un Certificado, en original, en el que se consignen los datos del accidente y de los lesionados de acuerdo al parte respectivo, para ser presentado en la compañía de seguros correspondiente.

Para saber si un vehículo tiene contratado el SOAP y la aseguradora que lo provee, se puede solicitar un Certificado de Anotaciones del vehículo en el Registro Nacional de Vehículos Motorizados del Registro Civil e Identificación o consultar en la Dirección de Tránsito de la Municipalidad que otorgó el permiso de circulación del vehículo respectivo.

## Beneficiarios del seguro
Serán beneficiarios del seguro ante efecto de muerte, las siguientes personas en el siguiente orden de precedencia:
- El cónyuge sobreviviente.
- Los hijos menores de edad, cualquiera sea su filiación.
- Los hijos mayores de edad, cualquiera sea su filiación.
- Los padres.
- La madre de los hijos de filiación no matrimonial del fallecido.
- A falta de las personas antes indicadas, la indemnización corresponderá a quien acredite la calidad de heredero del fallecido.

Quién vela por el cumplimiento del SOAP es la Comisión para el Mercado Financiero (antes Superintendencia de Valores y Seguros), específicamente la División de Atención y Educación al Asegurado.